# Wereldbeker voetbal 1991
De Wereldbeker van 1991 werd gespeeld tussen het Joegoslavische Rode Ster Belgrado en het Chileense Colo-Colo. 
Rode Ster Belgrado mocht deelnemen aan de wereldbeker omdat het eerder de finale van de Europacup I had gewonnen. In die finale wonnen de Joegoslaven na strafschoppen van Olympique Marseille. Colo-Colo had in 1990/91 de Copa Libertadores gewonnen door in de finale Olimpia te verslaan.

## Wedstrijddetails
|                             |                             |         |           |                                                                                                |
| 8 december 1991 12:00 UTC+9 | Rode Ster Belgrado          | 3 – 0   | Colo-Colo | Olympisch Stadion, Tokio Toeschouwers: 60.000 Scheidsrechter: Kurt Röthlisberger (Zwitserland) |
| 8 december 1991 12:00 UTC+9 | Jugović 19', 59' Pančev 72' | Verslag |           | Olympisch Stadion, Tokio Toeschouwers: 60.000 Scheidsrechter: Kurt Röthlisberger (Zwitserland) |

| Rode Ster | Colo-Colo |

| Rode Ster Belgrado: |    |                    |             |
|                     |    |                    |             |
| GK                  | 1  | Zvonko Milojević   |             |
| DF                  | 2  | Duško Radinović    |             |
| DF                  | 3  | Goran Vasilijević  | Kreeg geel  |
| DF                  | 4  | Ilija Najdoski     |             |
| DF                  | 5  | Miodrag Belodedici |             |
| DF                  | 11 | Siniša Mihajlović  | Kreeg geel  |
| MF                  | 7  | Vlada Stošić       |             |
| MF                  | 8  | Vladimir Jugović   |             |
| MF                  | 10 | Dejan Savićević    | Weggestuurd |
| FW                  | 6  | Milorad Ratković   |             |
| FW                  | 9  | Darko Pančev       |             |
| Coach:              |    |                    |             |
| Vladica Popović     |    |                    |             |

| Colo-Colo:     |    |                      |     |
|                |    |                      |     |
| GK             | 1  | Daniel Morón         |     |
| DF             | 2  | Lizardo Garrido      |     |
| DF             | 3  | Javier Margas        |     |
| DF             | 4  | Miguel Ramírez       | 60' |
| DF             | 5  | Agustín Salvatierra  | 65' |
| MF             | 6  | Gabriel Mendoza      |     |
| MF             | 7  | Eduardo Vilches      |     |
| MF             | 8  | Marcelo Barticciotto |     |
| MF             | 9  | Jaime Pizzaro        |     |
| FW             | 10 | Patricio Yáñez       |     |
| FW             | 11 | Rubén Martínez       |     |
| Wisselspelers: |    |                      |     |
| DF             | 13 | Hugo Rubio           | 60' |
| FW             | 14 | Ricardo Dabrowski    | 65' |
| Coach:         |    |                      |     |
| Mirko Jozić    |    |                      |     |

1960 · 1961 · 1962 · 1963 · 1964 · 1965 · 1966 · 1967 · 1968 · 1969 · 1970 · 1971 · 1972 · 1973 · 1974 · 1975 · 1976 · 1977 · 1978 · 1979 · 1980 · 1981 · 1982 · 1983 · 1984 · 1985 · 1986 · 1987 · 1988 · 1989 · 1990 · 1991 · 1992 · 1993 · 1994 · 1995 · 1996 · 1997 · 1998 · 1999 · 2000 · 2001 · 2002 · 2003 · 2004